# Turnia Skwira
Turnia Skwira – skała w prawych zboczach Doliny Będkowskiej na Wyżynie Krakowsko-Częstochowskiej. Znajduje się w porośniętym lasem pagórze Jedlina na wprost Grodziska (pomiędzy nimi jest droga asfaltowa), w obrębie wsi Jerzmanowice w województwie małopolskim, w powiecie krakowskim, w gminie Jerzmanowice-Przeginia.
Jest to niedawno przez wspinaczy skalnych dostrzeżona i przystosowana do wspinaczki skała. Zbudowana jest z wapieni, ma wysokość 15 m, ściany pionowe lub połogie. W 2016 roku poprowadzono na niej 9 dróg wspinaczkowych o trudności od VI do VI.3+ w skali polskiej. Na wszystkich zamontowano stałe punkty asekuracyjne w postaci ringów (r) i stanowiska zjazdowe (st).
Około 60 m na północny zachód od Turni Skwira na Jedlinie znajduje się druga skała wspinaczkowa – Paśnik.

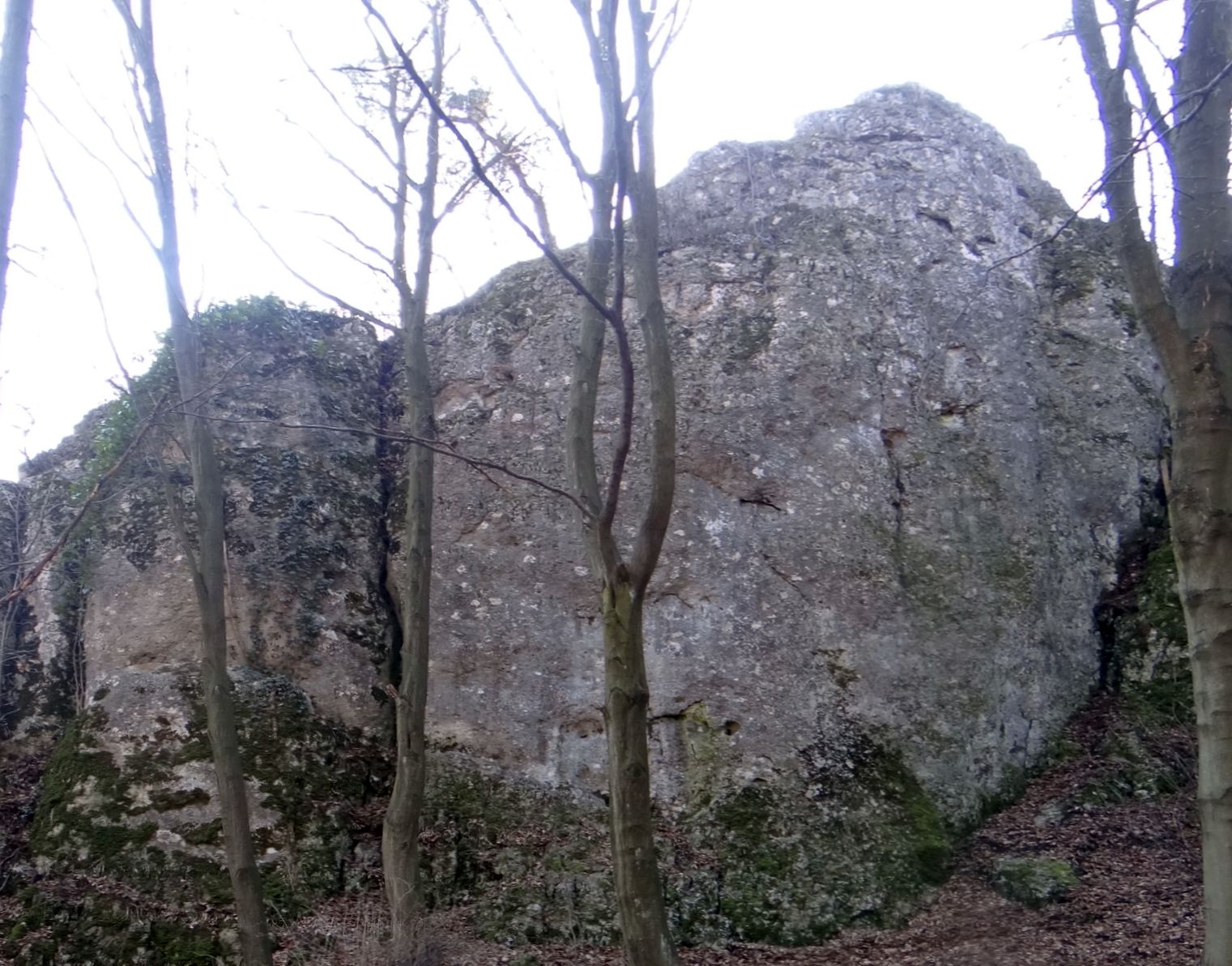
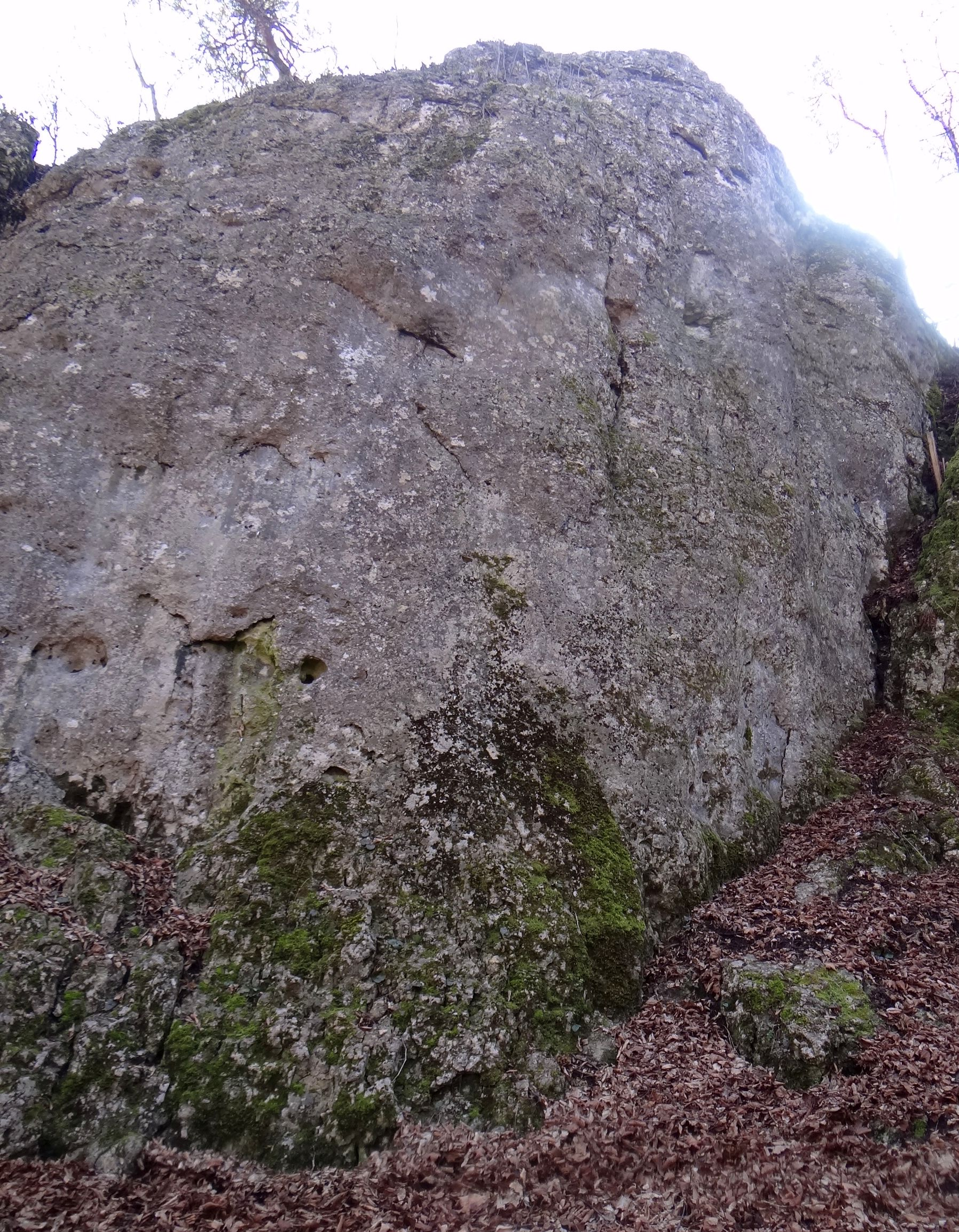
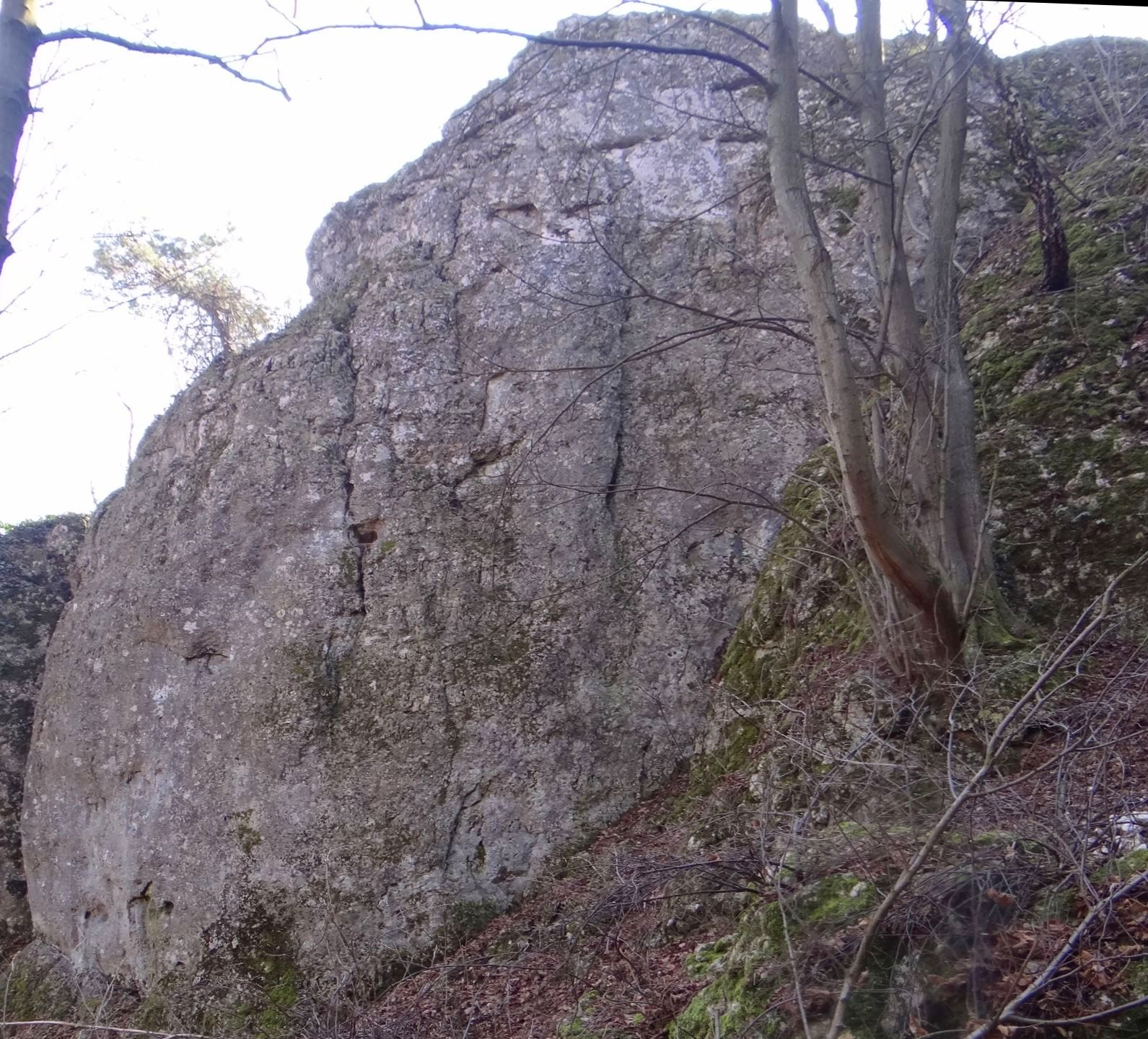

## Drogi wspinaczkowe
1. KraWątki; VI.3+, 4r + st, 13 m
2. Będzie klasykiem; VI.1, 4r + st, 13 m
3. Dziura w baku; VI.3, 5r + st, 13 m
4. Bułka i pałka; VI.1+, 7r + st, 15 m
5. Snoopy drągi drąg; VI+/1, 6r + st, 15 m
6. Wiem, że do góry; VI, 6r + st, 15 m
7. Prawie mrok; VI, 7r + st, 14 m
8. Wyjście z mroku; VI.1, 7r + st, 14 m[1].